# Oratorio di Sant'Antonio di Padova (Arquà Polesine)
L'oratorio di Sant'Antonio di Padova, o anche da Padova e citata anche come chiesetta di Sant'Antonio, è un edificio religioso ubicato ad Arquà Polesine, comune in provincia di Rovigo, nei pressi del centro dell'abitato, originariamente parte di un hospitale ora scomparso.
Edificato alla fine del XVIII secolo in sostituzione del precedente intitolato a Santa Caterina Vergine e Martire, è dedicato invece ad Antonio di Padova, frate francescano portoghese venerato come santo e celebre per la basilica eretta in suo onore nel capoluogo veneto.

## Storia
La storia dell'oratorio tra origine dall'ospedale di Santa Maria, citato da Gian Pietro Ferretto, vicario generale del vescovo dell'allora diocesi di Adria Giovanni Domenico De Cupis, nel suo Memorabilia episcopatus Hadriensis scritto tra il 1536 e il 1539 ma risalente almeno all'inizio del XV secolo. Nel suo resoconto il Ferretto nomina l'istituzione religiosa ma non la presenza di un oratorio, come normalmente avveniva all'epoca per alleviare oltre che le pene corporali anche quelle dell'anima. Successive visite pastorali, come quella del vicario Zerbinati del 1546, denunciano la deprecabile consuetudine che vedeva i patroni De Bagnagatti defraudare la pur modestissima rendita dell'ente religioso, pratica che rimaneva immutata dodici anni più tardi, come da relazione del monsignor Paccaroni, e che costrinse il religioso a richiamare in mondo fermo e minaccioso l'hospitalarius per evitare (ne) ira Domini, pauperum est custos, descendat super nos.
Nove anni più tardi, nella sua visita pastorale il vescovo Giulio Canani trova la medesima situazione nella parrocchia di Sant'Andrea Apostolo, minacciando il cappellano Sichirolo che se la situazione non sarebbe stata sanata in un mese lo avrebbe condannato ad triremes.
L'ospedale viene descritto dalla successiva visita del vicario Peroto del 1603, che disapprovando lo cita dotato di "due stanze a piano terra con due letti, a disposizione di uomini e donne, senza distinzione", e ricordando che la sua amministrazione era ancora oggetto di indagine (adhuc lis pendet!). La relazione, oltre a fare cenno del suo restauro, perché cadente, del 1600, attesta la presenza dell'oratorio, costruito ex novo con il titolo di Santa Caterina Vergine e Martire e del quale dà una sua breve descrizione. La facciata, dotata di un rosone posto sopra la porta d'ingresso, era orientata a mezzogiorno, ed erano presenti anche due finestre laterali, inoltre era presente una campanella sul supporto sopra il tetto (campanile a vela?). All'interno si trovava un unico altare posto a settentrione, con mensa marmorea.
Da questo nuovo oratorio se ne ricava, per ampliamento della struttura originale, un edificio caratterizzato dal diverso orientamento, adottando il più "classico" est-ovest, con "ingresso a mattina e altare al tramonto". L'aspetto e la dedicazione sono descritti dalla visita pastorale effettuata nel 1656 dal vescovo Bonifacio Agliardi; citato come oratorio di San Carlo, era al suo interno dotato di tre altari, il maggiore dedicato a Sant'Antonio, impreziosito dalla presenza di una statua lignea raffigurante il santo monaco, quello di destra dedicato a San Carlo e quello dal lato opposto a Santa Caterina, senza pietra sacra.
La successiva visita del vescovo Tommaso Retano, datata 1669, ci informa che pur non essendo cambiato nulla nella struttura dell'oratorio, con la sola eccezione della presenza ora di una stanza ad uso sagrestia ma ancora del tutto spoglia, tutta la struttura dell'ospedale, oratorio compreso, era passata alla proprietà del comune di Arquà.

## Descrizione

### Esterno

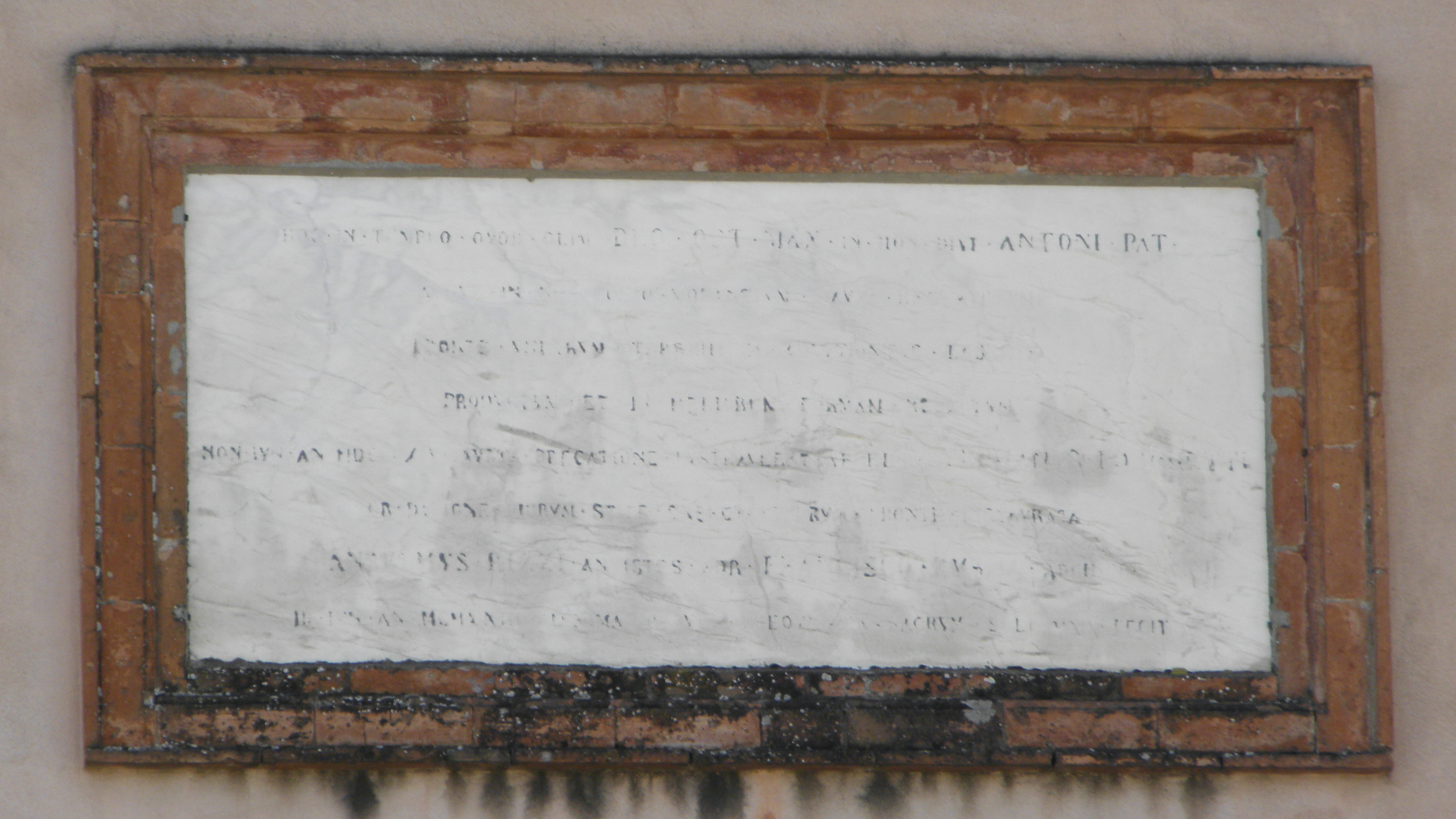
La lapide in marmo con la dedicazione posta sulla facciata.

L'oratorio è un edificio modesto nelle dimensioni, con pianta ad aula e a navata unica, che sorge con orientamento est-ovest.
L'aspetto è principalmente caratterizzato dalla facciata a vento, intonacata e ravvivata da elementi in cotto, che unisce l'impostazione neoclassica allo stile rinascimentale veneziano. Tripartita da lesene doriche su alti basamenti, queste sorreggono una trabeazione decorata a triglifi e un frontone triangolare sul quale sono presenti tre statue in pietra, realizzate nel XIX secolo, che rappresentano la Madonna col Bambino, al colmo, e santa Lucia e san Rocco rispettivamente sui vertici destro e sinistro.
Nella zona centrale è presente l'unico portale, sobrio e rettangolare, al quale si accede grazie alla scalinata a ventaglio, in pietra, di quattro gradini. Questo è sormontato da una cornice in cotto che reca al suo interno una lapide in marmo, oramai consunta dal tempo, con la dedicazione. I fronti laterali in mattoni a vista presentano due aperture rettangolari. Una cappella per lato aggetta nella parte centrale. 
La pianta presenta due cappelle laterali in aggetto. Addossato alla parete sinistra si innalza, staccato dalla struttura, il campanile che termina con una cupola sopra la cella campanaria.

### Annotazioni
1. ↑  Si ricorda che in tempi antichi con hospitale o ospedale si indicava non il moderno ospedale ma un'istituzione votata alla pia assistenza di poveri e bisognosi, indirettamente anche ammalati, con proventi derivati dalle elemosine.
2. ↑  Nel testo citato come Canano.
3. ↑  Non si evince se le stesse siano presenti sulla facciata o nei fronti laterali.
4. ↑  Nel testo citato come Alliardi.

### Fonti
1. ↑  Pia e Gino Braggion 1986, Vol. 2, p. 92.
2. 1 2 3 4 5  Pia e Gino Braggion 1986, Vol. 2, p. 93.